# Amon Amarth (banda)
Amon Amarth es una banda sueca de death metal melódico formada en Tumba, Suecia, en 1992. Su nombre significa «Monte del Destino» en sindarin (una de las lenguas élficas de la Tierra Media creada por J. R. R. Tolkien). Sus canciones redactan los sucesos durante la época vikinga en Europa y Escandinavia, además de relatar las creencias de  la mitología nórdica.

## Historia

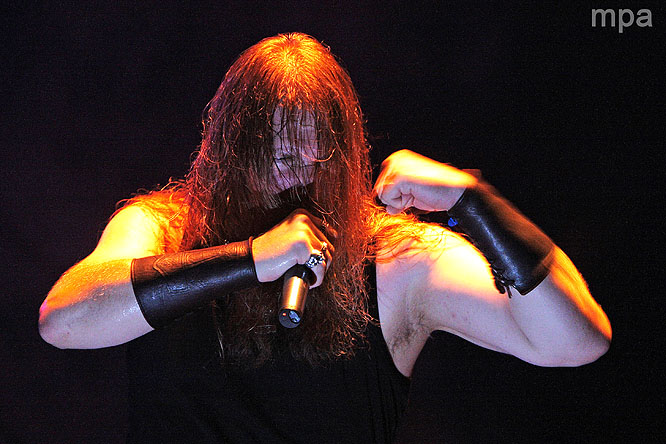
Johan Hegg durante un concierto en Vigo en 2009

Inicialmente el nombre de la banda era Scum en 1988 y fue originalmente una banda de grindcore formada por Themgoroth (Dark Funeral), Olavi y Ted. Cuando Johan se unió a la banda, esta cambió su estilo hacia el death metal. Después del primer demo en 1991, cambiaron su nombre a Amon Amarth en 1992. Grabaron dos demos, Thor Arise, en 1993, y The Arrival of Fimbul Winter, en 1994; auto-editaron mil unidades de la segunda, que consiguieron vender en menos de doce horas. Con la salida de su álbum Once Sent from the Golden Hall en 1998, su popularidad creció a nivel internacional y desde entonces han dado varias giras, han publicado siete videoclips y aparecido en alrededor de cien revistas especializadas.
De fuertes creencias arraigadas en la mitología vikinga, toda su discografía gira en torno a esta temática, que da fuerza y coherencia a su música. Por este motivo son a veces erróneamente clasificados como viking metal, un género cuya base es el black metal y no el death como es el caso de los suecos.

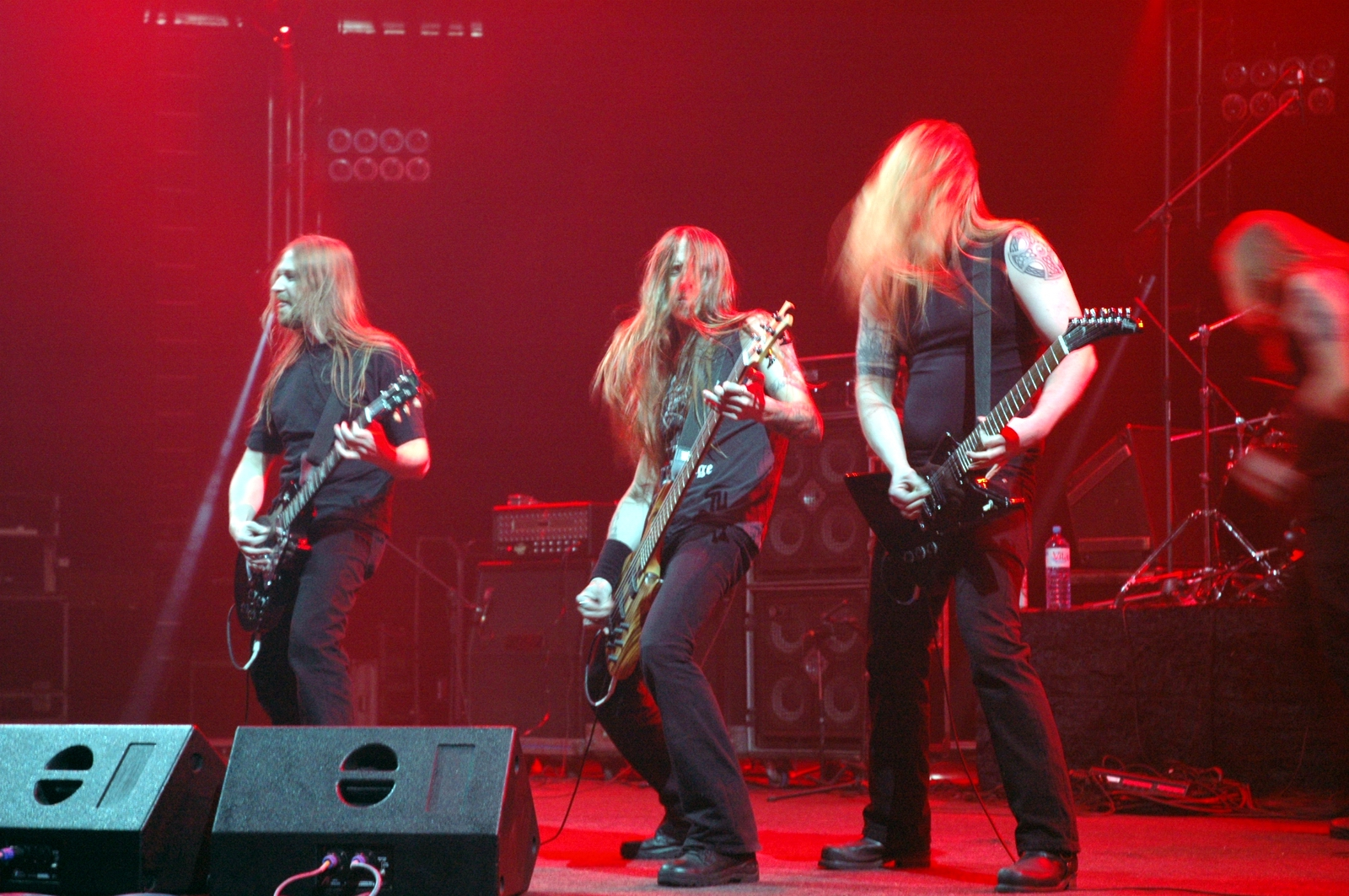
Amon Amarth en el festival Metalmania de 2005 en Polonia.

## Miembros

### Miembros actuales
- Johan Hegg: voz (1991-presente)
- Ted Lundström: bajo (1988-presente)
- Olavi Mikkonen: guitarra solista (1988-presente)
- Johan Söderberg: guitarra rítmica (1998-presente)
- Jocke Wallgren: batería (2016-presente)

### Miembros anteriores
- Anders Hansson: guitarra rítmica (1992-1998)
- Nico Kaukinen: batería (1992-1996)
- Martin Lopez: batería (1996-1999)
- Fredrik Andersson: batería (1999-2015)

## Músicos de sesión
- Tobias Gustafsson − batería (2015-2016)

## Discografía

### Demos
- Thor Arise (1993)
- The Arrival of the Fimbul Winter (1994)
- Sorrow Throughout the Nine Worlds (Ep) (1995)

### Álbumes de estudio
- 01 Once Sent from the Golden Hall (1998)
- 02 The Avenger (1999)
- 03 The Crusher (2001)
- 04 Versus the World (2002)
- 05 Fate of Norns (2004)
- 06 With Oden on Our Side (2006)
- 07 Twilight of the Thunder God (2008)
- 08 Surtur Rising (2011)
- 09 Deceiver of the Gods (2013)
- 10 Jomsviking (2016)
- 11 Berserker (2019)
- 12 The Great Heathen Army (2022)